# Cosmosoma flavothorax
Cosmosoma flavothorax là một loài bướm đêm thuộc phân họ Arctiinae, họ Erebidae.